# Chilabothrus fordii
Chilabothrus fordii är en ormart som beskrevs av Günther 1861. Chilabothrus fordii ingår i släktet Chilabothrus och familjen Boidae. Inga underarter finns listade i Catalogue of Life.
Arten förekommer på Hispaniola i Västindien. Honor lägger inga ägg utan föder levande ungar.